# Lupta din pasul Merișor (1916)
Lupta din pasul Merișor a fost o acțiune militară de nivel tactic, desfășurată pe Frontul Român, în timpul campaniei din anul 1916 a participării României la Primul Război Mondial. Ea s-a desfășurat în perioada 1/14 septembrie - 9/22 septembrie 1916 și a avut ca rezultat respingerea forțelor române pe vechea frontieră, în ea fiind angajate forțe române din Divizia 11 Infanterie română și forțe ale Puterilor Centrale din Divizia 187 Infanterie germană
Brigada 144 Landstrum ungară. A făcut parte din acțiunile militare care au avut loc în operația ofensivă în Transilvania.:p. 236

## Comandanți

### Comandanți români
- General Ioan Muică

### Comandanți ai Puterilor Centrale
- General Edwin Sunkel
- Colonel Berger